# Острів Гільдебрандта
О́стрів Гільдебра́ндта (рос. Остров Гильдебрандта) — невеликий острів у затоці Петра Великого Японського моря. Знаходиться за 8,9 км на південний схід від мису Клерка та за 8,4 км на схід від мису Лева, та за 8,2 км на захід від острова Великий Пеліс. Адміністративно належить до Хасанського району Приморського краю Росії. Входить до складу Далекосхідного морського заповідника.

## Географія
Острів має округлу форму, максимальна ширина приблизно 380 м. Вершина острова має вигляд копни. Поверхня острова разом з вершиною заросла широколистим лісом, північний та північно-західний схил заріс травою та чагарниками. Берег стрімкі, лише на півночі є невеликий кам'янистий пляж довжиною приблизно 150 м. Поряд з південним берегом розкидані скелі. Серед них є кекур, з'єднаний з островом підводною кам'янистою грядою. Північний берег обмежений пляжем, від нього на північний схід виступає мілина з глибиною 5,2 м, на схід від неї лежить банка з глибиною 4,6 м. Глибина протоки між островом та сусіднім островом Дурново — 15-25 м.

## Історія
Острів був відкритий 1851 року французькими китобоями, а в 1852 році описаний моряками французького бригу «Каприз». Росіянами вперше досліджений та описаний в 1854 році екіпажами фрегата «Паллада» та шхуни «Восток». Ретельно досліджений та нанесений на морську карту в 1863 році експедицією підполковника корпусу флотських штурманів Василя Бабкіна з борту корвета «Калевала». Тоді ж і названий на честь мічмана Я. А. Гільтебрандта.